# Frilandsmuseets bygninger
Frilandsmuseet rummer bygninger fra forskellige egne af Danmark, Færøerne og de tidligere danske landsdele Skåne, Halland, Blekinge og Sydslesvig. Bygningerne er indrettet, som da de var beboet af bønder, landhåndværkere eller godsets folk i perioden 1650-1940 og viser danskernes dagligdag gennem historien med alkover, værktøj, træsko og pyntenips.
Hovedbygningen er tegnet af arkitekt Mogens Clemmensen og opført i 1939.

## Landbobygninger
| Husnummer | Husnavn                                             | Hustype            | Oprindelse              | Billeder         |
| --------- | --------------------------------------------------- | ------------------ | ----------------------- | ---------------- |
| 62        | Landarbejderhus fra Englerup, Sjælland              | Landarbejderhus    | Englerup                | Commons-kategori |
| 72        | Husmandshus fra Dannemare, Lolland                  | Husmandshus        | Dannemare               | Commons-kategori |
| 64        | Fattighus fra Greve, Sjælland                       | Fattighus          | Greve                   | Commons-kategori |
| 61        | Hjulmagerhus fra Kalvehave, Sjælland                | Hjulmagerhus       | Kalvehave               | Commons-kategori |
| 63        | Gård fra Pebringe, Sjælland                         | Gård               | Pebringe                | Commons-kategori |
| 60        | Væverhus fra Tystrup, Sjælland                      | Væverhus           | Tystrup                 | Commons-kategori |
| 73        | Husmandshus fra Tågense, Lolland                    | Husmandshus        | Tågense                 | Commons-kategori |
| 66        | Sprøjtehus fra Kirke Såby, Sjælland                 | Sprøjtehus         | Kirke Såby              | Commons-kategori |
| 6         | Møllergård fra Ellested, Fyn                        | Møllergård         | Ellested                | Commons-kategori |
| 68        | Træskomagerhus fra Kirke-Søby, Fyn                  | Træskomagerhus     | Kirke-Søby              | Commons-kategori |
| 71        | Gård fra Lundager, Fyn                              | Gård               | Lundager                | Commons-kategori |
| 70        | Smedje fra Ørbæk, Fyn                               | Smedje             | Ørbæk                   | Commons-kategori |
| 67        | Husmandshus fra Årup, Fyn                           | Husmandshus        | Årup                    | Commons-kategori |
| 25        | Herregård fra Fjellerup, Djursland                  | Herregård          | Fjellerup               | Commons-kategori |
| 43        | Pottemagerværksted fra Sorring, Silkeborgegnen      | Pottemagerværksted | Sorring                 |                  |
| 42        | Gård fra True, Århusegnen                           | Gård               | True                    | Commons-kategori |
| 41        | Skomagerhus fra Ødis-Bramdrup, Koldingegnen         | Skomagerhus        | Ødis-Bramdrup           |                  |
| 1         | Fiskerhus fra Agger                                 | Fiskerhus          | Agger                   | Commons-kategori |
| 8         | Hosebindergård fra Kølvrå, Karup Hede               | Hosebindergård     | Kølvrå                  | Commons-kategori |
| 30        | Gård fra Lønne, Ringkøbing Fjord                    | Gård               | Lønne                   | Commons-kategori |
| 22        | Hedegård fra Vemb, Holstebroegnen                   | Hedegård           | Vemb                    | Commons-kategori |
| 37        | Gårdstuehus fra Barsø                               | Stuehus            | Barsø                   | Commons-kategori |
| 38        | Lade fra Sode                                       | Lade               | Sode                    |                  |
| 39        | Lade fra Grønninghoved                              | Lade               | Grønninghoved           |                  |
| 40        | Lade fra Øsby                                       | Lade               | Øsby                    |                  |
| 44-45     | Husmandshus fra Dyndved, Als                        | Husmandshus        | Dyndved                 |                  |
| 31        | Marskgård fra Ejdersted, Sydslesvig                 | Marskgård          | Ejdersted               | Commons-kategori |
| 33        | Knipleskole fra Nr. Sejerslev, vestl. Sønderjylland | Knipleskole        | Nr. Sejerslev           |                  |
| 4         | Gård fra Ostenfeld, Sydslesvig                      | Gård               | Ostenfeld/Østerfjolde   | Commons-kategori |
| 32        | Gård fra Sdr. Sejerslev, vestl. Sønderjylland       | Gård               | Sdr. Sejerslev          | Commons-kategori |
| 3         | Gård fra Bornholm                                   | Gård               | Bornholm                | Commons-kategori |
| 2         | Skipperhus fra Fanø                                 | Skipperhus         | Fanø                    | Commons-kategori |
| 9         | Gård fra Læsø                                       | Gård               | Læsø                    | Commons-kategori |
| 34        | Kommandørgård fra Toftum, Rømø                      | Kommandørgård      | Toftum                  | Commons-kategori |
| 59        | Husmandshus fra Dörröd, Skåne                       | Husmandshus        | Dörröd                  |                  |
| 55        | Tvillingegård fra Göinge, Skåne                     | Tvillingegård      | Göinge                  | Commons-kategori |
| 54        | Gård fra Halland                                    | Gård               | Stråvalla sogn, Halland | Commons-kategori |
| 56        | Badstue fra Småland                                 | Badstue            | Småland                 |                  |
| 57        | Loftbod fra Småland                                 | Loftbod            | Småland                 | Commons-kategori |
| 15-18     | Gårdtun fra Færøerne                                | Gårdtun            | Færøerne                | Commons-kategori |
| 19        | Færøsk skvatmølle                                   | Skvatmølle         | Færøerne                | Commons-kategori |
| 5         | Fuglevad Vindmølle                                  | Vindmølle          | Fuglevad                | Commons-kategori |
| 74        | Stubmølle fra Karlstrup                             | Stubmølle          | Karlstrup               | Commons-kategori |
| 3         | Vandmølle fra Pedersker, Bornholm                   | Vandmølle          | Pedersker               | Commons-kategori |
| 58        | Skvatmølle fra Småland                              | Skvatmølle         | Småland                 | Commons-kategori |
| 9         | Gårdmølle fra Læsø                                  | Gårdmølle          | Læsø                    | Commons-kategori |

## Stationsbyen
| Husnummer | Husnavn                                   | Hustype                    | Oprindelse | Billeder         |
| --------- | ----------------------------------------- | -------------------------- | ---------- | ---------------- |
| 80        | Stadager Brugs                            | Brugsforening              | Sundby     | Commons-kategori |
| 81        | Snedker- og tømrerværksted fra Borre, Møn | Snedker- og tømrerværksted | Borre      | Commons-kategori |
| 83        | Smede- og maskinværksted fra Rynkeby, Fyn | Smede- og maskinværksted   | Rynkeby    |                  |
|           | Øresundsvej Station                       | Station                    | Amager     |                  |